# Ibrahim Saminu Turaki
Ibrahim Saminu Turaki, född 1963, var guvernör i delstaten Jigawa i Nigeria mellan 29 maj 1999 och 27 maj 2007.